# ANT–1
Az ANT–1 (oroszul: АНТ-1) egy együléses könnyű sportrepülőgép, Andrej Tupoljev szovjet repülőgép-tervező első gépe, melyet kísérleti célból, a fémszerkezetű repülőgépek tanulmányozására építettek meg.

## Története
A Központi Aero- és Hidrodinamikai Intézetben (CAGI) 1922 októberében jött létre egy munkacsoport Andrej Tupoljev vezetésével, melynek feladata a fémépítésű repülőgépek tanulmányozása volt. Röviddel előtte, 1922 augusztusában sikerült a szovjet iparnak a duralumínium egyik fajtáját (orosz nevén: kolcsugaljuminij) előállítania, mely tulajdonságainak köszönhetően már alkalmas volt repülőgépek szerkezeti elemeinek gyártására. A kolcsuginói színesfémüzem (Kolcsugcvetmet) által előállított alumíniumötvözet abban különbözött az először Németországban gyártott duraltól, hogy nikkelt is tartalmazott ötvözőanyagként.
Tupoljev mint a CAGI repülőgép-tervező csoportjának vezetője már 1921-ben elkezdett dolgozni egy kísérleti sportrepülőgépen. Az elméleti számítások során háromféle konstrukciót vetettek össze: egyfedelű, kétfedelű és háromfedelű szárnykialakítású gépeket. Végül az egyfedelű kialakítású, szabadonhordó szárny mellett döntöttek.  Az előzetes terveket fa szerkezetű gépre készítették el. Komoly gondok akadtak a megfelelő motor beszerzésével. Csak egy hathengeres, elhasznált, erősen kopott, 25,7 kW (35 LE) teljesítményű Anzani-csillagmotort sikerült szerezni a géphez.
Az ANT–1 jelzést kapott gép építését 1922 áprilisában kezdték el.  Röviddel ezután megalakult a fémépítésű gépek munkacsoportja és rendelkezésre állt a megfelelő könnyűfém-ötvözet is, így Tupoljev a gép több részegységének elkészítéséhez már fémet használt. A törzs, a szárny és a vezérsíkok több eleme fémből készült.
A gép első repülését 1923. október 21-én hajtotta végre. Egyik repülése során 600 m magasságot is elértek vele. Az elhasználódott Anzani-motor azonban alkalmatlan volt a további kísérletekre, mert hamar túlmelegedett és veszített a teljesítményéből. A motort javítás céljából kiszerelték, de már nem volt javítható. Más motor hiányában a gép többet nem repült. Az ANT–1 több évig a 156. sz. gyárban volt a mennyezetre függesztve kiállítva, majd 1937-ben szétbontották.

## Szerkezeti kialakítása és műszaki jellemzői
Vegyes (fa és fém) építésű, szabadonhordó szárnnyal ellátott együléses repülőgép. A törzs téglalap keresztmetszetű rácsszerkezet, melyet alumínium-ötvözetből készítettek el. A motor és a pilótafülke között a törzset alumíniummal, mögötte vászonnal borították. A szárny két főtartós, a főtartók fából épített dobozszerkezetek. A szárnybordák alumíniumból készültek, a szárnyat szintén vászonnal borították. Az orrba beépített 25,7 kW-os Anzani-csillagmotor kéttollú fa légcsavart hajtott. A pilótafülke nyitott, a szárnyak fölött helyezkedik el, a pilóta elé szélvédőt helyeztek. A főfutó két tárcsás kerékből áll, melyek egy közös tengelyen helyezkedtek el. A függőleges vezérsík és az oldalkormány, valamint a vízszintes vezérsík a magassági kormánnyal alumíniumból készült, mindkettőt vászonnal borították.

## Műszaki adatai

### Tömeg- és méretadatok
- Fesztáv: 7,2 m
- Hossz: 5,4 m
- Szárnyfelület: 10,0 m²
- Magasság: 1,7 m
- Üres tömeg: 205 kg
- Legnagyobb felszállótömeg: 360 kg

### Motor
- Motor típusa: hathengeres Anzani-csillagmotor
- Motorok száma: 1 db
- Maximális teljesítmény: 25,7 kW (35 LE)

### Repülési adatok
- Maximális sebesség: 120 km/h
- Emelkedőképesség: 2,5 m/s
- Szolgálati csúcsmagasság: 600 m
- Repülési idő: 4 óra